# Райхраминг
Райхраминг (нем. Reichraming) — коммуна (нем. Gemeinde) в Австрии, в федеральной земле Верхняя Австрия. 
Входит в состав округа Штайр.  Население составляет 1870 человек (на 31 декабря 2005 года). Занимает площадь 102 км². Официальный код  —  41512.
Название коммуны - славянского происхождения и восходит к югославскому "rybnica".

## Политическая ситуация
Бургомистр коммуны — Райнхольд Хаслингер (СДПА) по результатам выборов 2003 года.
Совет представителей коммуны (нем. Gemeinderat) состоит из 19 мест.
- СДПА занимает 14 мест.
- АНП занимает 5 мест.